# I Belong to the Band: A Tribute to Rev. Gary Davis
I Belong to the Band: A Tribute to Rev. Gary Davis — студійний альбом американської блюзової співачки Рорі Блок, випущений 29 травня 2012 року канадським лейблом Stony Plain Records.  
Альбом став 3-м випущеним із серії «The Mentor Series» — колекції триб'ют-альбомів, що складаються з кавер-версій пісень та присвячених блюзовим виконавцям, яких співачка знала особисто. Альбом присвячений та складається з пісень Преп. Гері Девіса (1896—1972), якого Блок познайомилась у 1964 році у віці 14 років.

## Список композицій
1. «Samson & Delilah» (традиційна, аранж. Гері Девіс) — 4:23
2. «Goin' to Sit Down on the Banks of the River» (Гері Девіс) — 4:05
3. «Let Us Get Together Right Down Here» (Гері Девіс) — 4:03
4. «I Belong to the Band» (Гері Девіс) — 4:09
5. «Lord, I Feel Just Like Goin' On» (Гері Девіс) — 4:05
6. «Lo, I Be with You Always» (Гері Девіс) — 4:52
7. «Pure Religion» (Гері Девіс) — 5:10
8. «Twelve Gates to the City» (традиційна, аранж. Гері Девіс) — 4:05
9. «Great Change Since I've Been Born» (Гері Девіс) — 4:34
10. «I Am the Light of This World» (Гері Девіс) — 5:23
11. «Death Don't Have No Mercy» (Гері Девіс) — 5:08

## Учасники запису
- Рорі Блок —  акустична гітара, вокал, продюсер, оформлення обкладинки

Технічний персонал
- Роб Девіс — інженер, продюсер, мастеринг, зведення
- Ларрі Александер — мастеринг
- Марк Даттон — графічний дизайн у Halkier + Dutton Design
- Сергіо Кургайєц — фотографія
- Голгер Петерсен — виконавчий продюсер

Записаний на студії звукозапису Aurora Productions (ш. Кентуккі). У записі альбому Рорі Блок використовувала акустичну гітару OM-40 Martin серії Signature Model Series. Окрім цього, була використана гітара D-28 Merle Travis (прототип Martin Guitar), яку надав Дік Боук з Martin Guitars для цього запису. Мастеринг зроблений на студії Studio L у Веллі-Коттедж (ш. Нью-Йорк).

## Деталі релізу
| Дата | Лейбл       | Формат  | Каталог   |
| 2012 | Stony Plain | CD      | SPCD 1359 |
| 2012 | Stony Plain | Digital | SPCD 1359 |